# Metabolic Control Analysis
Metabolic Control Analysis (MCA) ist eine Berechnungsmethode, mit der die Konzentrationen und Flüsse der verschiedenen Zwischenprodukte analysiert werden können, die in einem Netzwerk von Stoffwechselprozessen von der Aufnahme bis zum Ausscheiden des Endprodukts entstehen. Speziell wird der Effekt („Kontrolle“) von Änderungen in der Aktivität von Enzymen auf die Konzentrationen und Flüsse quantifiziert.

## Entstehungsgeschichte

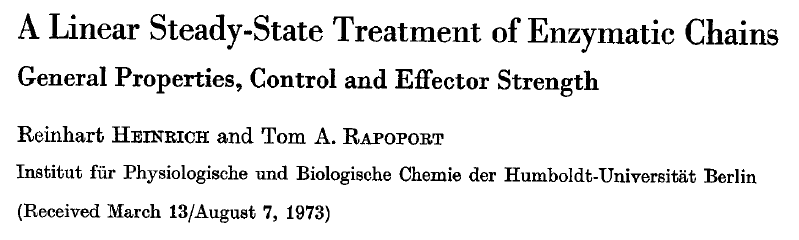
Eine der ersten Veröffentlichungen von Reinhart Heinrich und Tom Rapoport zur metabolischen Kontrolltheorie (Eur J Biochem, 1974)

Über lange Zeit herrschte in der Biochemie die allgemeine Überzeugung, dass in jedem metabolischen Weg ein einziges Enzym, nämlich das langsamste, den Fluss kontrollieren würde. Dieses Enzym wurde Schrittmacher-Enzym oder geschwindigkeitsbestimmender Schritt genannt. Mit „den Fluss kontrollieren“ ist gemeint, dass eine Aktivierung oder Inhibierung dieses Enzyms den Fluss erhöht bzw. erniedrigt.
Um diese Auffassung zu prüfen, braucht man quantitative Methoden. In der Biochemie wird über Kontrolle und Regulation häufig in qualitativer Weise gesprochen. Z. B.: „Wenn dieses Hormon einwirkt, wird diese Reaktion aktiviert, das führt zu einer Erhöhung der Konzentration dieses Stoffes, der wiederum diese oder jene Reaktion hemmt, usw.“ Metabolische Systeme sind aber i. a. so komplex, dass man mit rein qualitativen Argumenten ihr Verhalten nur schwer beschreiben kann.
Die Grundlagen der Metabolic Control Analysis wurden Anfang der 1970er Jahre unabhängig voneinander von Reinhart Heinrich und Tom Rapoport an der Humboldt-Universität zu Berlin sowie Henrik Kacser und Jim Burns an der University of Edinburgh ausgearbeitet und veröffentlicht. Seitdem wurde sie in vielfältiger Weise weiterentwickelt.

## Anwendungen
- Biotechnologie: Welches Enzym muss man in seiner Wirkung verstärken, damit eine möglichst große Erhöhung der Syntheserate eines gewünschten Produkts erzielt wird.
- Medizin: Abschätzung der Auswirkung von Enzymdefekten (diese müssen allerdings relativ klein sein, also z. B. dass die Aktivität eines Enzyms um 10 % vermindert ist, weil Kontrollkoeffizienten als Differentialquotienten definiert sind)
- Pharmakologie: Welches Enzym in pathogenen Mikroorganismen sollte man hemmen, damit die Lebensfähigkeit dieser Mikroorganismen möglichst stark eingeschränkt wird, aber möglichst geringe Nebenwirkungen im Menschen oder in für den Menschen nützlichen, z. B. symbiotischen Bakterien auftreten. Der Kontrollkoeffizient dieses Enzyms auf einen wichtigen Fluss sollte dann im Mikroorganismus möglichst groß, im Menschen aber möglichst klein sein.
- Ermittlung des Wirkortes von Effektoren (z. B. Hormone, Medikamente). Dazu bedarf es einer speziellen Versuchsplanung und -auswertung.

## Grundlegende Definitionen
In der Metabolischen Kontrollanalyse werden Größen definiert, mit denen die Kontrolleigenschaften von Enzymen quantifiziert werden können. Dies sind insbesondere die Kontrollkoeffizienten und die Elastizitäten. Die Analyse beschränkt sich i. a. auf Fließgleichgewichte (stationäre Zustände), d. h., es wird der Übergang von einem stationären Zustand zu einem anderen nach Aktivierung oder Inhibierung eines oder mehrerer Enzyme betrachtet.
Kontrollkoeffizienten
Kacser und Burns definieren den Kontrollkoeffizienten für den Fluss folgendermaßen:
{\displaystyle C_{E_{k}}^{J_{j}}=\left({\frac {E_{k}}{J_{j}}}{\frac {\Delta J_{j}}{\Delta E_{k}}}\right)_{\Delta E_{k}\rightarrow 0}={\frac {E_{k}}{J_{j}}}{\frac {\partial J_{j}}{\partial E_{k}}}}
Die (totale) Konzentration eines Enzyms wird geändert und die relative Auswirkung auf einen Fluss zu dieser relativen Änderung in Beziehung gesetzt. Man benutzt einen Index j, weil es
mehrere Flüsse geben kann (z. B. in verzweigten Systemen). Die Konzentrationen der internen Metabolite pendeln sich nach der Änderung der Enzymkonzentration neu ein, was i. a. der Erhöhung des Flusses teilweise entgegenwirkt. Z. B. bedeutet ein Kontrollkoeffizient von 0,2, dass eine Erhöhung der Konzentration des Enzyms k um z. B. 10 % eine Erhöhung des Flusses um 2 % bewirkt. Dies gilt aber nur näherungsweise, weil der Kontrollkoeffizient für infinitesimal kleine Änderungen definiert ist.
Nun können bei einem Enzym nicht nur die totale Enzymkonzentration, sondern auch andere kinetische Parameter geändert werden. Deshalb haben Reinhart Heinrich und Tom Rapoport eine allgemeinere Definition vorgeschlagen:
{\displaystyle C_{jk}^{J}=\left({\frac {v_{k}}{J_{j}}}{\frac {\Delta J_{j}}{\Delta v_{k}}}\right)_{\Delta v_{k}\rightarrow 0}={\frac {v_{k}}{J_{j}}}{\frac {\partial J_{j}}{\partial v_{k}}}}
Man betrachtet die Änderung der Reaktionsgeschwindigkeit von Reaktion k, wenn das entsprechende Enzym „isoliert“ operieren würde. Diese Änderung kann z. B. durch einen Aktivator, eine genetische Veränderung oder auch durch Änderung der totalen Konzentration dieses Enzyms, erfolgen. Man bestimmt zum einen die Auswirkung auf den Fluss im Gesamtsystem und zum anderen die Auswirkung auf die Geschwindigkeit des einzelnen Enzyms. Im letzteren Falle werden alle Substrate und Produkte dieses Enzyms als externe Metabolite betrachtet, also in ihrer Konzentration konstantgehalten.
Elastizitätskoeffizienten
Kontrollkoeffizienten sind globale Eigenschaften des Systems. Die Eigenschaften der einzelnen Enzyme werden hingegen durch sog. Elastizitätskoeffizienten beschrieben:
{\displaystyle \epsilon _{ij}={\frac {S_{j}}{v_{i}}}{\frac {\partial v_{i}}{\partial S_{j}}}}
Dabei kann {\displaystyle {S_{j}}} Substrat, Produkt oder Effektor sein. Ein Elastizitätskoeffizient (oder kurz Elastizität) drückt aus, wie stark sich die Geschwindigkeit des vom Restsystem isolierten Enzyms ändert, wenn eine Konzentration verändert wird. Auch hier ist manchmal die unnormierte Form gebräuchlich. Beides ist als Matrix darstellbar.
Beispiel: Henri-Michaelis-Menten-Kinetik:
{\displaystyle v_{i}={\frac {V_{\max ,i}S_{j}}{K_{m,i}+S_{j}}}}
Unnormierte Elastizität:
{\displaystyle \epsilon _{ij}'={\frac {V_{\max ,i}K_{m,i}}{(K_{m,i}+S_{j})^{2}}}}
Normierte Elastizität:
{\displaystyle \epsilon _{ij}={\frac {K_{m,i}}{K_{m,i}+S_{j}}}}.
Neben den Elastizitäten bzgl. Konzentrationen hat man solche bzgl. Parametern definiert:
{\displaystyle \pi _{kl}={\frac {p_{l}}{v_{k}}}{\frac {\partial v_{k}}{\partial p_{l}}}}
Um sie zu unterscheiden, werden diese beiden Größen auch als {\displaystyle \epsilon }- und {\displaystyle \pi }-Elastizitäten bezeichnet.
Die obigen Definitionen der Kontrollkoeffizienten benutzen enzym-spezifische Parameter. Man kann aber mit diesen Koeffizienten auch den Einfluss unspezifischer Parameter ausdrücken, z. B. Temperatur, pH und Effektoren, die auf mehrere Enzyme wirken. Sei {\displaystyle {p_{m}}} solch ein Parameter. Dann ist
{\displaystyle \mathrm {d} J_{j}={\frac {\partial J_{j}}{\partial p_{m}}}\mathrm {d} p_{m}}
Damit ergibt sich
{\displaystyle \mathrm {d} J_{j}=\sum _{k}{C'}_{jk}^{J}\pi '_{km}\mathrm {d} p_{m}}
Diese Gleichung kann man als Kettenregel verstehen: Eine Parameteränderung {\displaystyle \mathrm {d} p_{m}} hat zunächst einen Einfluss auf einige oder alle Reaktionen k und diese wiederum haben einen Effekt auf den Fluss {\displaystyle J_{j}}. Diese Einflüsse müssen miteinander multipliziert und über alle Reaktionen aufsummiert werden. Diese Formel zeigt noch einmal, dass es sinnvoll ist, Kontrollkoeffizienten zu definieren. Der Effekt von Parametern auf stationäre Flüsse oder andere Systemvariablen wird zerlegt in Kontrollkoeffizienten und {\displaystyle \pi }-Elastizitäten. Erstere haben den Vorteil, eine wohldefinierte Menge zu bilden (da die Zahl der Reaktionen besser definiert ist als die Zahl der Parameter) und letztere, dass sie lokale Größen sind, also jeweils nur für eine Reaktion definiert sind, und dadurch leichter berechnet werden können.

## Allgemeine Berechnung der Kontrollkoeffizienten aus den Elastizitäten
Ein wesentliches Ziel in der Metabolischen Kontrolltheorie ist es, die durch Kontrollkoeffizienten ausgedrückten globalen Eigenschaften eines biochemischen Reaktionssystems aus den durch Elastizitäten ausgedrückten lokalen Eigenschaften zu berechnen. Dies kann durch sehr allgemeine Gleichungen erfolgen, die man in Matrixschreibweise notieren kann. Deren Ableitung beruht auf der Stationaritätsgleichung, da die Theorie davon ausgeht, dass sich das biochemische System in einem stabilen stationären Zustand befindet. Die Gleichungen findet man z. B. in der Monographie Heinrich und Schuster (1996).
Aus diesen Gleichungen ergibt sich, dass die Werte der Kontrollkoeffizienten unabhängig von der Wahl der Perturbationsparameter sind. z. B. ergibt sich derselbe Wert, wenn man die Michaelis-Menten-Konstante oder wenn man die Enzymkonzentration ändert.